# Gustav Hasford
Jerry Gustave Hasford (28 de novembro de 1947 - 29 de janeiro de 1993), também conhecido pelo pseudônimo Gustav Hasford, foi um romancista, jornalista e poeta americano. Seu romance semi-autobiográfico The Short-Timers (1979) foi a base do filme Full Metal Jacket (1987). Ele era um veterano do Corpo de Fuzileiros Navais dos Estados Unidos, que serviu durante a Guerra do Vietnã.

## Livros
Trilogia do Vietnã
1. The Short-Timers (1979) ISBN 0-553-23945-7
2. The Phantom Blooper: A Novel of Vietnam (1990) ISBN 0-553-05718-9
3. Unpublished[5]

Romance
- A Gypsy Good Time (1992) ISBN 0-671-72917-9